# Уилсон, Мелани
Мелани Кейт Уилсон (англ. Melanie Kate Wilson; род. 25 июня 1984, Саутгемптон, Гэмпшир) — британская гребчиха, выступавшая за сборную Великобритании по академической гребле в период 2009—2016 годов. Серебряная призёрка летних Олимпийских игр в Рио-де-Жанейро, чемпионка Европы, победительница и призёрка многих регат национального значения.

## Биография
Мелани Уилсон родилась 25 июня 1984 года в Саутгемптоне, Англия. В детстве много лет провела в Японии и Гонконге, но затем в 2002 году вернулась обратно в Великобританию. Занималась академической греблей во время учёбы в Имперском колледже Лондона и в Ноттингемском университете, где получила учёные степени в области биохимии и генетики.
Дебютировала в гребле на взрослом международном уровне в сезоне 2009 года, когда вошла в основной состав британской национальной сборной и выступила на чемпионате мира в Познани, где заняла пятое место в зачёте распашных рулевых восьмёрок.
В 2011 году в парных двойках одержала победу на этапе Кубка мира в Мюнхене, в то время как на мировом первенстве в Бледе в парных четвёрках сумела квалифицироваться лишь в утешительный финал B и расположилась в итоговом протоколе соревнований на седьмой строке.
Благодаря череде удачных выступлений удостоилась права защищать честь страны на домашних летних Олимпийских играх 2012 года в Лондоне — стартовала здесь в программе парных четвёрок, показав на финише шестой результат.
После лондонской Олимпиады Уилсон осталась в составе гребной команды Великобритании на ещё один олимпийский цикл и продолжила принимать участие в крупнейших международных регатах. Так, в 2013 году в восьмёрках она выступила на чемпионате мира в Чхунджу, была близка к призовым позициям, став четвёртой.
На чемпионате Европы 2015 года в Познани была четвёртой в парных четвёрках, на чемпионате мира в Эгбелете — восьмой.
Выиграв чемпионат Европы 2016 года в Бранденбурге, благополучно прошла отбор на Олимпийские игры 2016 года в Рио-де-Жанейро. В составе экипажа, куда также вошли гребчихи Кейти Гривз, Фрэнсис Хотон, Полли Суонн, Джессика Эдди, Оливия Карнеги-Браун, Карен Беннетт, Зои Ли и рулевая Зои де Толедо, в решающем финальном заезде восьмёрок пришла к финишу второй, уступив около двух с половиной секунд команде США, и тем самым завоевала серебряную олимпийскую медаль. Вскоре по окончании этого сезона приняла решение завершить спортивную карьеру.